# Турско гробље
Турско гробље је археолошки локалитет у атару насеља Бољетин, у јужном подножју Кошобрда, на благо закошеној тераси изнад Кошобрдске реке.
Сељаци су наводили да се на том месту налазила већа гомила камена. Приликом узимања камена за изградњу кућа, откривени су скелетни остаци, што може указивати на постојање гробне хумке из металног доба праисторије. На околним ливадама наилази се на керамику старијег гвозденог доба (Басараби), што би ближе могло датовати и овај сакрални објекат.
У горњим слојевима потврђена је старија енеолитска керамика старчевачког типа. У источном делу налазишта откривена је групна гробница са остацима 23 тела.
У приобалном појасу, у мезолитским слојевима констатовани су појединачни гробови, четири нивоа камених конструкција са правоугаоним огњиштима, артефакти од окресаног камена, кости и рога и бројни остаци животињских костију.
У средишњем делу платоа, на локалитету Ћетаће, налазило се утврђење са пристаништем из римског и рановизантијског периода. У средишту утврђења констатовани су трагови старије куле осматрачнице и у његовом североисточном делу откривена је једнобродна базилика.